# موسیقی محلی اوکراین

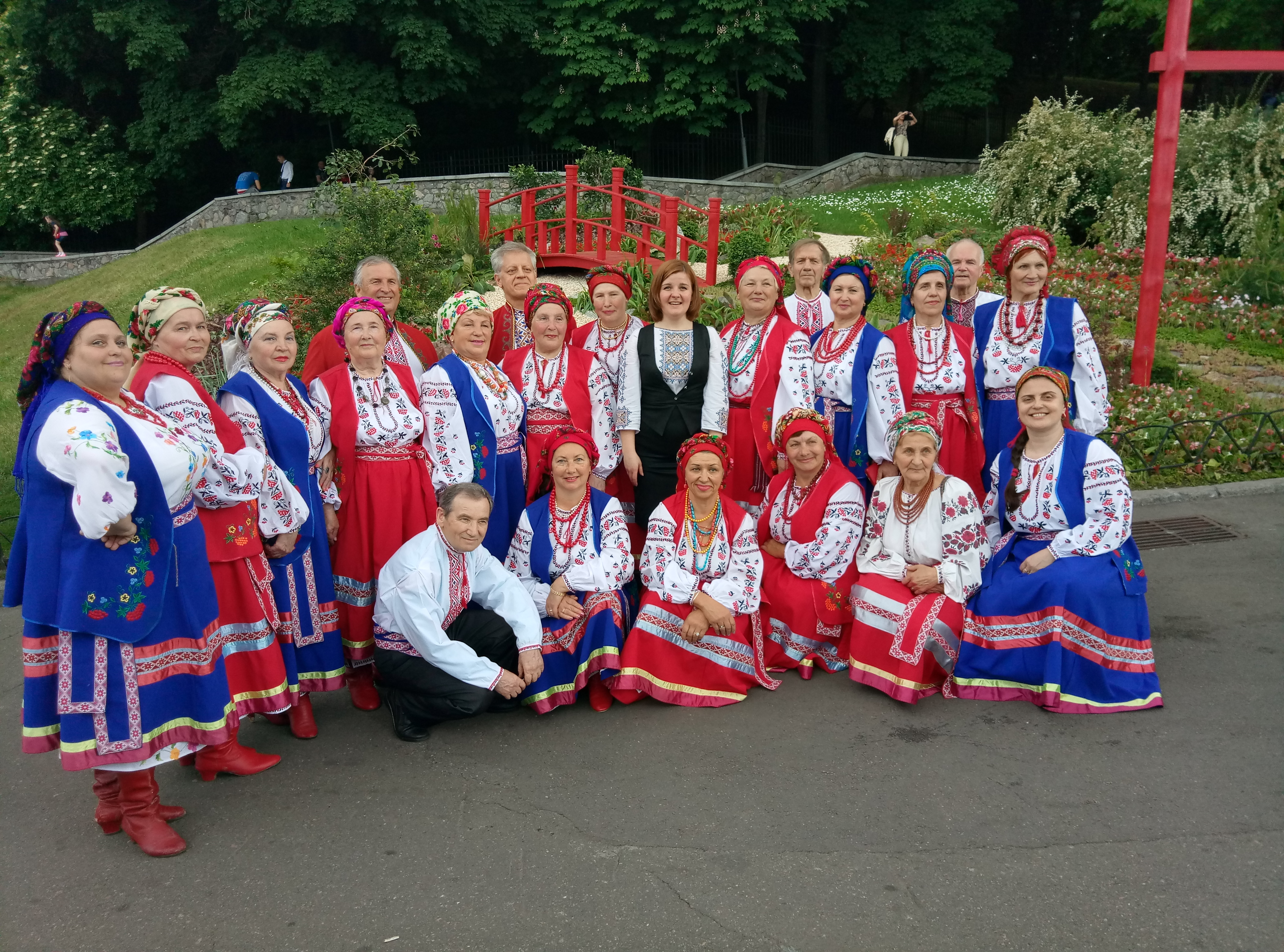
گروه کُر محلی اوکراین

موسیقی محلی اوکراین (به اوکراینی: Українська народна музика) موسیقی محلی اوکراین شامل تعدادی از انواع موسیقی سنتی، فولکلور، موسیقی عامه‌پسند با الهام از فولکلور و سنت‌های موسیقی کلاسیک اروپایی الهام گرفته از فولک است.
در قرن بیستم گروه‌های موسیقی قوم‌نگاری و فولکلور متعددی در اوکراین تأسیس شد و محبوبیت پیدا کرد.
در دوران اتحاد جماهیر شوروی، موسیقی یک کالای کنترل شده بود و به عنوان ابزاری برای تلقین به مردم استفاده می‌شد. در نتیجه، رپرتوار نوازندگان و گروه‌های موسیقی محلی اوکراین کنترل و محدود شد.

## موسیقی آوازی
آواز محلی اصیل
اوکراینی ها، به ویژه در شرق اوکراین، سبک خاصی از آواز خواندن را پرورش داده اند - صدای سفید (به اوکراینی: Білий голос). این نوع آواز خواندن در درجه اول از ثبت قفسه سینه استفاده می کند و شبیه فریاد یا فریاد کنترل شده است. دامنه آوازی محدود کننده و در یک بیضه پایین تر است. در زمان های اخیر دوره های آواز برای مطالعه این شکل خاص از آواز تاسیس شده است. از جمله محبوب ترین نمایندگان آواز محلی سنتی اوکراین در دوران مدرن، نینا ماتوینکو و رایسا کیریچنکو هستند.
گروه های آواز
یکی از ویژگی های موسیقی سنتی روستایی در اوکراین، آواز گروهی به صورت هماهنگ سه و گاه چهار قسمتی بود. تصور می شد که آواز چند قسمتی که در اوکراین مرکزی استفاده می شد در آغاز قرن نوزدهم منحصر به فرد بود. گروه‌های کر فولکلور متعددی تأسیس شد (کر اوخماتینسکی) و مطالعاتی در مورد سبک آواز کرال منتشر شد.
در دوره اتحاد جماهیر شوروی در مخالفت با موسیقی کلیسایی مورد حمایت قرار گرفت، زیرا مقامات آواز روستایی را پرولتاریاتر می‌دانستند.
در زمان‌های اخیر (پس از دهه 1980) حرکتی به سمت آواز گروهی معتبر به‌ویژه در شرق اوکراین با تأسیس گروه‌ها و جشنواره‌های مختلف با تمرکز بر این سبک موسیقی وجود دارد. گروه های قابل توجهی که در این سنت اجرا می کنند دایک پول و بوژیچی هستند.
گروه های فولکلور
اولین گروه از این دست در اوکراین، گروه کر محلی روستای اوخماتینسکی بود که توسط دکتر میکولا دموتسکی در سال 1889 سازماندهی شد. گروه های قوم نگاری در قرن بیستم محبوب شدند. اینها معمولاً گروه های کر اغلب با همراهی ارکستر و گاهی گروهی از رقصندگان بودند. آنها در اصل آثاری را بر اساس موسیقی محلی قومی منطقه اجرا می کردند، اما در طول 40 سال گذشته از نظر سبک اجرای و مواد خود آکادمیک تر شده اند.
آواز هنری
در قرن بیستم، خوانندگان محبوب اپرا آهنگ های محلی اوکراینی را در کنسرت های خود گنجانده بودند. سایر خوانندگان برجسته اوکراینی از جمله ایوان کوزلوفسکی، بوریس همریا و آناتولی سولیاننکو نیز آهنگ‌های فولکلور اوکراینی را رواج داده‌اند.

## موسیقی دستگاهی سنتی
اوکراینی ها دارای سازهای محلی فراوان و سنت توسعه یافته ای از موسیقی دستگاهی هستند. این به ویژه به این دلیل است که دولت شوروی مردم را به شدت از موسیقی مذهبی منصرف کرد و اشکال "پرولتری" اجرای موسیقی را تشویق کرد.
بخش عمده ای از جمعیت قومی اوکراینی در یک روستا زندگی می کردند و با فرهنگ شهری نخبگان شهری که کشور را کنترل می کردند، اشتراکی نداشتند. درنتیجه موسیقی سنتی روستا تشویق و ترویج شد.
بورسیه
اولین بورس تحصیلی قابل توجهی که با سنت های موسیقی سازهای محلی اوکراینی اصیل سروکار دارد به آهنگساز اوکراینی مایکولا لیسنکو نسبت داده شده است و انتشارات او که در سال 1874 شروع به کار کردند با باندورا و سایر سازهای محلی اوکراینی سروکار داشتند.
مطالعات بیشتر در اوایل قرن بیستم توسط فیلارت کولسا و کلیمنت کویتکا، اتنوموسیکولوژیست ها انجام شد. انتشارات علم جدید ارگانولوژی توسط هنات خوتکویچ با تک نگاری او در سال 1930 "آلات موسیقی مردم اوکراین" انجام شد. در سال 1934 توسط مقامات شوروی ممنوع شد زیرا پدیده های سازهای محلی را از منظر ملی بررسی می کرد.
پس از جنگ جهانی دوم بورسیه تحصیلی توسط آندری هومنیوک ادامه یافت که روند اختلاط نوآوری های شوروی در ساخت ساز و آموزش با موسیقی دستگاهی معتبر را آغاز کرد. سوفیا هریتسا از این گرایش اجتناب کرد، اما به یکی از ویژگی‌های نشریات ویکتور هوتسال، ویکتور میشالو و بخش عمده‌ای از پژوهش‌های شوروی و پس از شوروی تبدیل شد.
در زمان‌های اخیر، این روند با انتشارات میخایلو خای، اتنوموزیکولوژیست در اوایل قرن بیست و یکم که به وضوح موسیقی دستگاهی اوکراینی را به سنت‌های موسیقی دستگاهی به اصطلاح معتبر و به اصطلاح تقلبی تفکیک کرده است، ظاهر شده است.
مشارکت قابل توجهی درمطالعه ارگانولوژی و عملکرد اوکراین توسط اتنوموزیکولوژیست های روسی و لهستانی مانند الکساندر فامینتسین و استانیسلاو مزرکوفسکی انجام شده است.

## نفوذ و میراث
منطقه ای
موسیقی محلی اوکراین تأثیر قابل توجهی بر موسیقی مردمان همسایه داشته است. بسیاری از ملودی های اوکراینی در لهستان، اسلواکی، اتریش، روسیه، رومانی و مولداوی محبوب شده اند. از طریق تعامل با جامعه یهودی اروپای شرقی، ترانه‌های فولکلور اوکراینی به فرهنگ آمریکای شمالی معرفی شده است.
استفاده از ملودی های عامیانه به ویژه در باله و اپرا تشویق می شود. از جمله آهنگسازان اوکراینی که اغلب مضامین فولکلور اوکراینی را در موسیقی خود گنجانده اند عبارتند از: لیسنکو، لو رووتسکی، میکولا درملیوها، یوهن استانکوویچ، الکساندر شیمکو، میروسلاو اسکوریک.
در اواخر دهه 1960 و اوایل دهه 1970، آهنگ‌های محلی اوکراینی و عناصر آهنگ محلی در موسیقی پاپ و راک در گروه راک محور و بسیاری از گروه‌های دیگر قرار گرفتند. این به دلیل فقدان آهنگ های پاپ اوکراینی آن زمان بود. با گذشت زمان، ژانر موسیقی پاپ با الهام از فولک، به ویژه با الهام از محبوبیت گروه بلاروسی قابل توجه شد.
موسیقی غربی
"همه گل ها کجا رفته اند؟" یک آهنگ فولکلور دهه 1960 است که توسط پیت سیگر و جو هیکرسون نوشته شده است. سیگر در حالی که در راه رفتن به کنسرت بود برای این آهنگ الهام گرفت. وقتی دفترش را ورق می‌زد، این قسمت را دید: «گل‌ها کجا هستند، دخترها چیده‌اند. دخترها کجا هستند، همه شوهر گرفته‌اند. مردها کجا هستند، همه در ارتش هستند». این سطرها از یک آهنگ فولکلور اوکراینی و قزاق بود.